# Jucurutu
Jucurutu, municipio del estado del Rio Grande del Norte (Brasil), localizado en la microrregión del Valle del Açu. De acuerdo con el IBGE (Instituto Brasilero de Geografía y Estadística), en el año 2003 su población era estimada en 18.131 habitantes. Área territorial de 934 km². La población llamada Saco de los Jucurutus surgió a partir de las aldeas de los nativos de la región a lo largo del Río Piranhas y de la construcción de una capilla construida por Antônio Batista de los Santos en homenaje a São Sebastião.